# Farmacotècnia
Farmacotècnia és la ciència que estudia les diverses manipulacions a les quals han de sotmetre's les matèries primeres amb l'objectiu de donar-los formes adequades per a poder aplicar-se al malalt segons les dosis i indicacions prescrites pel metge o preestablides per l'experimentació clínica.
Són tots els mitjans i processos que es porten a terme durant la fabricació de medicaments, preparació de formes sòlides, líquides, gels, ús de tota mena de maquinària per a preparar-les, etc. La farmacotècnia pot ser al·lopàtica, homeopàtica.